# Traipu (kommun)
Traipu är en kommun i Brasilien.   Den ligger i delstaten Alagoas, i den östra delen av landet, 1 400 km nordost om huvudstaden Brasília. Antalet invånare är 25 710. Arean är 698 kvadratkilometer.
Terrängen i Traipu är huvudsakligen kuperad, men åt nordväst är den platt.
Följande samhällen finns i Traipu:
- Traipu

Omgivningarna runt Traipu är huvudsakligen savann. Runt Traipu är det ganska glesbefolkat, med 34 invånare per kvadratkilometer.